# Paro
Paro er en by i det vestlige Bhutan, med et indbyggertal (pr. 2006) på cirka 65.000. Byen er hovedstad i et distrikt af samme navn.
- Paro
- Gade i Paro
- Dzong
- Dzong
- Taktshang
- Taktshang

27°26′N 89°25′Ø / 27.433°N 89.417°Ø
- Wikimedia Commons har flere filer relateret til Paro